# K23
k23 ist ein ehemaliger E-Sport-Clan aus Kasachstan, der durch internationale Erfolge in dem Computerspiel Counter-Strike bekannt wurde. Es handelte sich um die erste professionelle E-Sport-Mannschaft Zentralasiens.

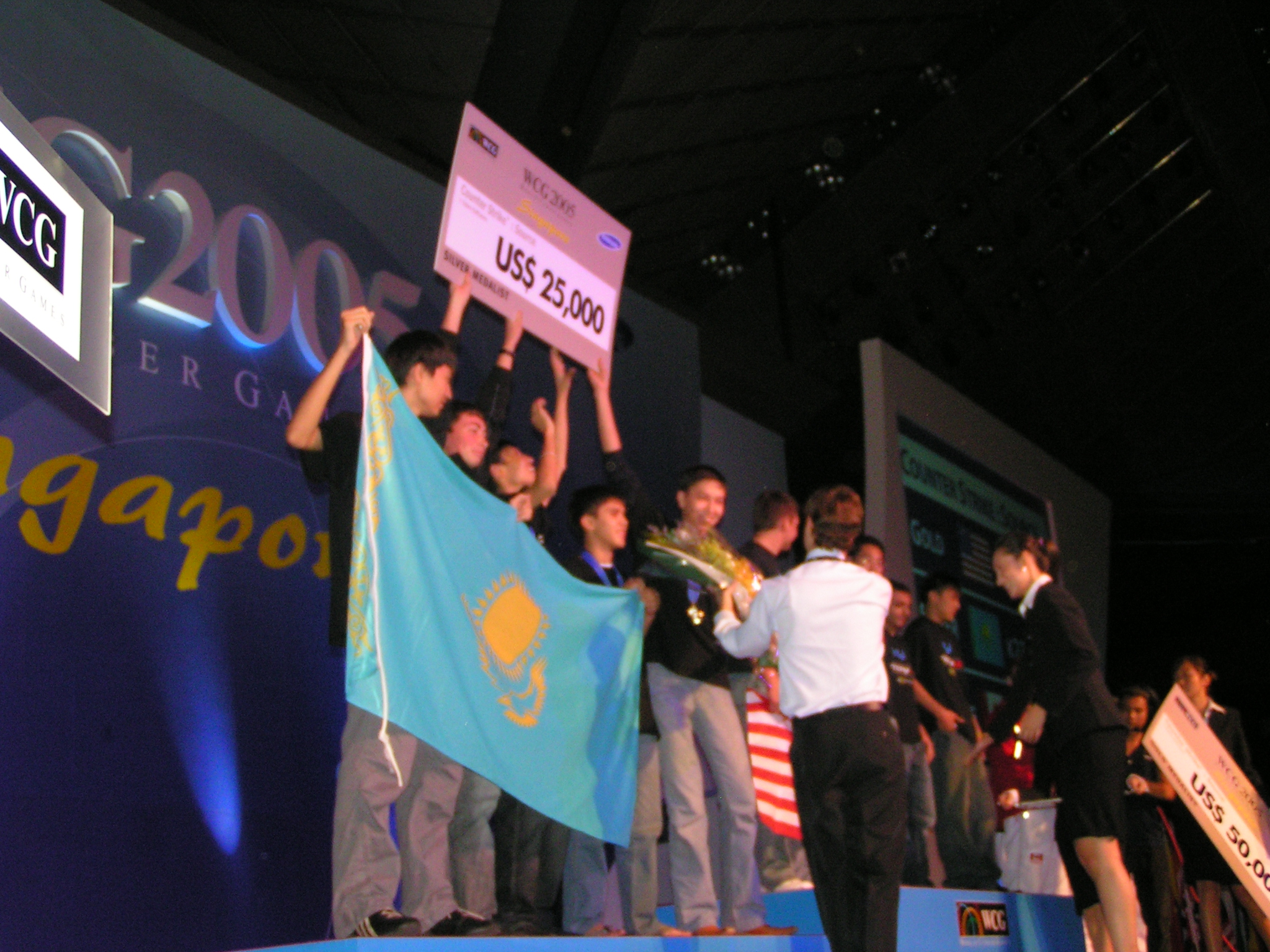
k23 gewinnen Silber bei den World Cyber Games 2005 in Singapur

## Beschreibung
Das Counter-Strike-Team rund um Dauren „AdreN“ Kystaubayev erzeugte im Jahr 2005 erstmals hohe Aufmerksamkeit, als es als völlig unbekannter Außenseiter den zweiten Platz auf den World Cyber Games in Singapur belegte. Der schlechte Informationsfluss aus Kasachstan sowie die finanziell bedingte Unfähigkeit, an kostenintensiven Turnieren außerhalb der GUS teilzunehmen, sorgten allerdings dafür, dass man in den nächsten Jahren wenig von k23 zu hören bekam.
Im Jahr 2008 beschloss der kasachische E-Sport-Mäzen Murat „Arbalet“ Zhumashevich, der das professionelle Computerspielen in Kasachstan schon seit Ende der 1990er Jahre aktiv förderte, das Team besonders intensiv zu unterstützen. Konstantin „groove“ Pikiner, ehemals Spieler von Virtus.pro, wurde als Trainer und Manager engagiert und sollte k23 zu einer möglichst guten Platzierung auf den World Cyber Games 2008 verhelfen. Gleichzeitig wurden die Spieler einem sehr hohen Leistungsdruck ausgesetzt. Es gelang ihnen allerdings, ihren neuen Geldgeber von sich zu überzeugen, indem sie das Turnier in den Top 8 beendeten. Im Viertelfinale unterlagen sie dem späteren Drittplatzierten eSTRO.
Daraufhin wurde es k23 ermöglicht, im März 2009 nach Moskau in eine eigene Teamwohnung zu ziehen. Dort herrschten weitaus bessere Trainingsbedingungen als in der Heimat, wo die Spieler aufgrund der zu schwachen Konkurrenz oft gezwungen waren, im Zwei-gegen-Zwei- oder Drei-gegen-Drei-Modus gegeneinander anzutreten. Ebenso finanzierte Zhumashevich dem Team Reisen zu großen E-Sport-Turnieren in Spanien, Südkorea, China und Dubai. Trotz guter spielerischer Leistungen gelang es den Kasachen jedoch nie, sich unter den ersten Drei zu platzieren. Auch auf den World Cyber Games 2009 schied k23 trotz eines Sieges gegen Mitfavorit wNv Teamwork erneut im Viertelfinale aus.
Da die Erwartungen von Zhumashevich, eine der erfolgreichsten Mannschaften der Welt zu werden, nicht erfüllt werden konnten, stellte dieser seine Unterstützung Ende 2009 komplett ein. Gemeinsam mit drei Spielern des russischen Clans Virtus.pro, der zum selben Zeitpunkt von Zhumashevich fallen gelassen wurde, konnten Dauren „AdreN“ Kystaubayev und Malik „N1ck3L“ Sualirov ihren Investor überzeugen, ihnen eine letzte Chance zu geben, und formten das Team UNiTED.
Nachdem dieses Mitte 2010 aufgrund zu schlechter Leistungen ebenfalls aufgelöst wurde (Zhumashevich hatte zu diesem Zeitpunkt sein Ziel bereits mit den Ukrainern von Natus Vincere erreicht), kehrten die beiden Spieler zu k23 zurück und reaktivierten den Kader von 2008/2009. Als Kystaubayev im August wegen seines baldigen Studiums in China sein zwischenzeitliches Karriereende verkündete, löste sich das Counter-Strike-Team von k23 vorerst komplett auf. Auf dem Abschiedsturnier, der hauptsächlich mit osteuropäischen Teams besetzten ASUS Summer 2010 in Kiew, zog k23 durch einen Sieg gegen das zu diesem Zeitpunkt als stärkstes Counter-Strike-Team der Welt gehandelte Natus Vincere noch ein Mal die Blicke auf sich. Im Herbst 2012 nahm der Clan erfolglos am GameGune 2012 teil. Seit dem Umstieg auf Counter-Strike: Global Offensive trat der Clan nicht mehr in Erscheinung und gilt als aufgelöst.

## Erfolge (Auszug)

### Counter-Strike
- World Cyber Games 2005: 2. Platz
- World Cyber Games 2008: Top 8
- e-Stars Seoul 2009: 6. Platz
- ESL Intel Extreme Masters IV – GC Chengdu: Top 12
- ESL Intel Extreme Masters IV – GC Dubai: Top 6
- World Cyber Games 2009: Top 8
- ASUS Summer 2010: 2. Platz